# William Wycherley

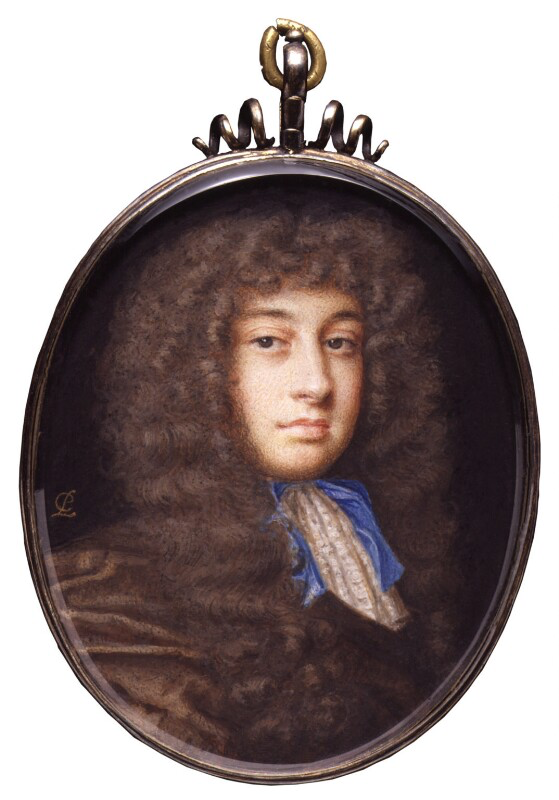
William Wycherley in 1675.

William Wycherley (Clive, nabij Shrewsbury, Shropshire, ca. 1640 – Londen, 1 januari 1716) was een Engels toneelschrijver tijdens de periode van de Restauratie.
Wycherley werd geboren in een welgestelde familie, zijn vader was rentmeester voor de markies van Winchester. Op 15-jarige leeftijd werd hij naar Frankrijk gestuurd, waar hij rooms-katholiek werd. Voor 1660 was hij terug in Engeland. Hij werd weer protestant en studeerde korte tijd aan de Universiteit van Oxford. Vandaar ging hij naar Londen voor een rechtenstudie aan de Inner Temple, maar daar maakte hij niet veel werk van en genoot van het vermaak in de stad en van het toneel.
Over zijn leven in de jaren 1660 is niet veel bekend, behalve het feit dat hij in 1665 deelnam aan de zeeoorlog tegen de Nederlanden. In deze periode schreef hij vermoedelijk zijn eerste stuk, Love in a Wood, or St James's Park dat in 1671 werd opgevoerd in het Theatre Royal, aan Drury Lane, waarmee hij zijn naam vestigde. 
In 1672 volgde The Gentleman Dancing-Master, een kluchtige komedie met satirische inslag, gebaseerd op 'El Maestro de Danzar' van de Spaanse toneelschrijver Pedro Calderón de la Barca. 
Dit stuk werd geen groot succes. Zijn laatste twee stukken zijn het bekendst en meest succesvol gebleken. In 1675 verscheen de komedie The Country Wife, waarvan de scherpe toon en de vrijmoedige inhoud sommige critici wat te erg was, maar dat tot in de 20e eeuw populair is gebleven.
Zijn laatste stuk was The Plain Dealer (1676), eveneens een satirische komedie, gebaseerd op een stuk van Molière, minder bekend maar wellicht door critici meer gewaardeerd dan The Country Wife.
Na dit succes trouwde Wycherley in 1679 in het geheim met een rijke weduwe, de gravin van Drogheda. Koning Karel II, die van plan was geweest zijn zoon, de hertog van Richmond, aan Wycherleys zorgen toe te vertrouwen, was onaangenaam verrast toen het huwelijk uitkwam; hij viel uit de gratie en raakte zijn toegezegde inkomen kwijt. De gravin bleek de schrijver bovendien stevig onder de plak te houden en stond hem nauwelijks toe zijn vrienden te ontmoeten of zich over te geven aan zijn pleziertjes. Zij overleed overigens binnen twee jaar. Het testament werd aangevochten, hij verloor het proces en raakte door de kosten geheel aan de grond. Zijn schulden waren zo groot dat hij werd opgesloten in Fleet Prison, een schuldenaarsgevangenis.
Hier verbleef hij zeven jaar, tot Jacobus II, die onder de indruk was van zijn werk, zijn schulden betaalde en hem een jaargeld schonk van ₤ 200. Spoedig hierna stierf zijn vader en erfde hij diens bezittingen. 
Aan het begin van de 18e eeuw raakte hij bevriend met de nog jonge Alexander Pope, die hem hielp zijn gedichten te redigeren. Miscellany Poems verscheen in 1704. De vriendschap bekoelde echter wegens wederzijdse irritaties. 
Op latere leeftijd kreeg hij last van geheugenverlies en een verlangen naar zijn vroegere roem en werd daardoor een onaangenaam mens in de omgang. Tien dagen voor zijn dood trouwde hij een jong meisje, kennelijk met het doel zijn neef te onterven. Hij overleed en werd begraven in Covent Garden.